# Ермін Бичакчич
Ермін Бичакчич (босн. Ermin Bičakčić, нар. 24 січня 1990, Зворник) — боснійський футболіст, захисник клубу «Айнтрахт» (Брауншвейг) та національної збірної Боснії і Герцеговини.

## Клубна кар'єра
Ермін Бичакчич народився в боснійському місті Зворник, та в дитинстві перебрався з батьками до Німеччини. У дорослому футболі дебютував 2009 року виступами за команду клубу «Штутгарт» II, в якій провів два сезони, взявши участь у 23 матчах чемпіонату.
Своєю грою за цю команду привернув увагу представників тренерського штабу головної команди клубу «Штутгарт», до складу якого приєднався 2010 року. Відіграв за штутгартський клуб наступний сезон своєї ігрової кар'єри.
До складу клубу «Айнтрахт» (Брауншвейг), що виступав у Другій Бундеслізі, приєднався на початку 2012 року. Ермін одразу ж став гравцем основного складу. За підсумками сезону 2012/13 «Айнтрахт» домігся права виступати в Бундеслізі. Перший матч у вищому футбольному дивізіоні Німеччини після майже трирічної перерви Бичакчич провів у матчі першого туру проти бременського «Вердера». Усього відіграв за брауншвейзький клуб 79 матчів в національному чемпіонаті.
20 травня 2014 року, після того, як «Айнтрахт» не зберіг прописку в еліті, Бичакчич підписав контракт на три роки з «Гоффенгаймом». Відтоді встиг відіграти за команду 121 матч у Бундеслізі.

## Виступи за збірні
Оскільки Ермін Бичакчич має також громадянство Німеччини, він був запрошений до складу юнацької збірної Німеччини, у складі якої дебютував 2008 року та взяв участь у 5 іграх на юнацькому рівні, відзначившись 1 забитим м'ячем.
2009 року був запрошений до юнацької збірної Боснії і Герцеговини віком гравців до 19 років, взяв участь у 4 іграх збірної, в яких забив 1 гол.
2013 року дебютував в офіційних матчах у складі національної збірної Боснії і Герцеговини. У складі збірної був учасником чемпіонату світу 2014 року в Бразилії. Наразі провів у формі головної команди країни 35 матчів, забивши 3 м'ячі.